# Louise Dobson
Louise Karen Dobson (* 1. September 1972 in Shepparton) ist eine ehemalige australische Hockeyspielerin, die mit der Australischen Hockeynationalmannschaft 1996 Olympiasiegerin war.

## Sportliche Karriere
Louise Dobson trat in 230 Länderspielen für Australien an und erzielte 58 Tore.
Dobsons erstes großes Turnier waren die Olympischen Spiele 1996 in Atlanta. Im Finale trafen die Australierinnen auf die Südkoreanerinnen und gewannen den Titel mit 3:1. 1997, 1999 und 2003 gewann Dobson mit den Australierinnen die Champions Trophy. Bei der Weltmeisterschaft 1998 in Utrecht gehörte Dobson nicht zum Kader, der den Titel gewann. Vier Monate später fanden in Kuala Lumpur die Commonwealth Games statt, im Finale siegten die Australierinnen mit Louise Dobson 8:1 gegen die Engländerinnen.
Vier Jahre später gewann Dobson mit der australischen Nationalmannschaft die Bronzemedaille bei den Commonwealth Games in Manchester. Zum Abschluss ihrer Karriere nahm Dobson 2004 an den Olympischen Spielen in Athen teil. Die Australierinnen belegten in der Vorrunde den vierten Platz und konnten daher nur um die Plätze 5–8 spielen. Mit Siegen über die Südkoreanerinnen und die Neuseeländerinnen erreichten sie den fünften Platz.
Louise Dobsons ältere Schwester Christine Dobson spielte 1992 bei den Olympischen Spielen 1992 für Australien.